# Alabama State Route 177
Die Alabama State Route 177 (kurz AL 177) ist eine in Nord-Süd-Richtung verlaufende State Route im US-Bundesstaat Alabama.
Die State Route beginnt am U.S. Highway 43 südlich von Jackson und endet nach fünf Kilometern wieder nördlich von Jackson am US 43. Die AL 177 wird als Anbindung der Ortschaft Jackson an den US 43 genutzt. Im Zentrum der Stadt zweigt des Weiteren die Alabama State Route 69 ab.

## Geschichte
Die Alabama State Route 177 war von 1940 bis 1957 die Bezeichnung einer Strecke zwischen Ashville und Leeds über Odenville. Diese Straße wurde aber zum U.S. Highway 411 heraufgestuft beziehungsweise zur Alabama State Route 25 umgewidmet. Im Jahr 1970 wurde die AL 177 seinem heutigen Verlauf zugeordnet, nachdem der U.S. Highway 43 auf eine Umgehungsstrecke um Jackson verlegt wurde.